# Gerda Thune Andersen
Gerda Sophie Thune Andersen (født 29. august 1932 i Hellerup) er en dansk-svensk billedhugger.
Gerda Thune Andersen er datter af overlæge Troels Thune Andersen og Karen Bergtrup Christiansen og blev i 1958 gift med skovfører Nils Wiljelm Hammer Kjølsen. Hun studerede hos Gottfred Eickhoff, Johannes Bjerg og Einar Utzon-Frank ved Det Kongelige Danske Kunstakademi i København 1954–1959 og var i en periode i 1956 elev på École des Beaux-Arts i Paris. Hun fik et stipendium fra Carlsbergfondet i 1958 og dansk kunstakademiets guldmedalje i 1959 samt Niels Prizes udmærkelse i 2014. Fra midten af 1950'erne deltog hun i de fleste forårsudstillinger på Charlottenborg i København og fra 1965 på udstillinger hos Skånes kunstforening. Blandt hendes offentlige arbejder kan bl.a. nævnes bronzeskulpturerne Tine ved Ängelholms sygehus, Legende barn i Bromölla og et minderelief over Niels Egede i Egedesminde på Grønland samt et keramikrelief i Rønne på Bornholm. I midten af 1960'erne bosatte hun sig i Skåne hvor hun byggede eget atelier og i begyndelsen af 1990-tallet flyttede hun derfra til Afrika, hvor hun periodevist var bosat i Mozambique, Laos og Kenya. Siden 2011 er hun virksom i Kairo. Hendes kunst består af relieffer, figurer eller portrætter udført i gips, træ, sten eller bronze.
Gerda Thune Andersen er repræsenteret i samlingerne på bl.a. Regionmuseet Kristianstad, Statens Museum for Kunst og Vendsyssel Kunstmuseum.